# Ferdinand Čatloš
Ferdinand Čatloš (Liptovský Peter, Imperio austrohúngaro; 7 de octubre de 1895-Martin, República Socialista Checoslovaca; 16 de diciembre de 1972) fue un militar eslovaco que participó en la Segunda Guerra Mundial.

## Biografía
Después de participar en la Primera Guerra Mundial alistado en el ejército austrohúngaro y posteriormente en la Legión Checoslovaca, tras la creación en 1918 de Checoslovaquia continuó su carrera militar dentro de las ejército checoslovaco. En marzo de 1939 fue establecida la República Eslovaca con apoyo alemán y Čatloš fue ascendido al rango de general, siendo además nombrado ministro de defensa del nuevo estado.
Tras el paréntesis de la breve guerra húngaro-eslovaca, Čatloš se dedicó a organizar el nuevo ejército eslovaco que meses más tarde participaría en la invasión de Polonia junto a la Wehrmacht alemana, y dos años después en la invasión de la Unión Soviética. Ya en mayo de 1941 Čatloš había ofrecido a los alemanes la participación de las tropas eslovacas en una guerra contra la URSS. Čatloš participó en las primeras fases de la Operación Barbarroja al frente de un cuerpo expedicionario eslovaco; A los dos meses, sin embargo, regresó a Eslovaquia junto a la mayor parte de sus tropas, excepto una brigada móvil que permaneció en la Unión Soviética. Los reveses militares alemanes en el frente oriental significaron la retirada del frente de las tropas eslovacas, y un mayor distanciamiento con Berlín.
Su fidelidad y la del ejército al gobierno de Jozef Tiso evitaron que las facciones rivales extremistas de la Guardia de Hlinka y el Partido Popular Eslovaco (SĽS) dieran un golpe de Estado el 8 de enero de 1941. Sin embargo, las progresivas derrotas militares de Alemania le fueron alejando progresivamente de Tiso y su alianza con la Alemania nazi.
Cuando a finales agosto de 1944 comenzó el insurrección nacional eslovaca, Čatloš mostró una actitud pasiva. Poco antes de que este comenzase había ordenado a las fuerzas armadas eslovacas que no ofreciesen resistencia ante una inminente invasión alemana. No obstante, ya durante los preparativos de la rebelión había mostrado una actitud que basculaba entre la pasividad y la aquiescencia con los conspiradores, pero la antigua cercanía al presidente Jozef Tiso le alejó de todos estos movimientos. Čatloš también había estudiado por su cuenta la posibilidad de cambiar de bando en el momento que él considerase propicio. A pesar de todo, el 2 de septiembre salió de Bratislava hacia la zona sublevada y se unió a los militares rebeldes, pero los líderes de la rebelión le negaron cualquier cargo o mando militar y tras ser detenido, el 14 de septiembre fue deportado a la Unión Soviética y encarcelado.
En 1947 la Corte Popular Checoslovaca le condenó a cinco años de prisión, pero al año siguiente fue puesto en libertad y pasó el resto de su vida en Martin como clérigo hasta su muerte en 1972.